# Acanthodelta mania
Acanthodelta mania là một loài bướm đêm trong họ Noctuidae.